# Vécsey Leó
Vécsey Leó (Budapest, 1893. április 14. – Budapest, 1945. február 2.) magyar író, újságíró, szerkesztő, műfordító.

## Életrajz
Apja Vécsei (Weisz) Leó (1852–1918), a Budapesti Hitelbank ügyvezető igazgatója, anyja Bárány Erzsébet. Jogi tanulmányait a Budapesti Tudományegyetemen, majd a Berlini Egyetemen végezte. 1913-ban a Pesti Hírlap berlini tudósítója volt, majd a Független Magyarország, 1915-től a Magyar Hírlap, 1917-től a 8 Órai Újság, 1920-tól a Nemzeti Újság, 1923-tól a Magyarság című lapok munkatársa volt. A rendőri riport egyik elismert művelője. 1926-tól 1936-ig szerkesztette a Magyar Detektívet is. A külföldi irodalomból is sokat fordított, többek közt Edgar Allan Poe, Alekszandr Ivanovics Kuprin, H. Rider Haggard és Jack London műveit ültette át magyarra. Egyik legsikeresebb műve az 1926-ban megjelent Az életcirkusz című regénye, amelynek – a Tolnai Regénytára gondozásában napvilágot látott puha kötésű kiadás előszava szerint – jogait egy közelebbről meg nem nevezett amerikai filmgyár megvásárolta, azonban annak nincs nyoma, hogy valaha film készült volna a regényből. Annyi bizonyos, hogy Az életcirkusz megjelent angolul, franciául és németül. Legmaradandóbb munkái egyike A 40 éves Budapesti Detektívtestület jubiláris albuma című kiadvány, amelyet nemcsak ő szerkesztett, hanem a detektívtestület történetét is ő írta meg a kötetben meggyőző alapossággal, részletességgel és nyíltsággal.
1918. július 2-án Budapesten, a Józsefvárosban feleségül vette Grosz Mózes és Rosenzveig Hani lányát, Gárdonyi (Grosz) Esztert.

## Főbb művei
- Pán hadnagy (1914)
- Antik kőkereszt: életem [Vécsey Leó versei] (1916)
- Az életcirkusz [különös történet] (1926)
- A 40 éves Budapesti Detektívtestület jubiláris albuma [szerkesztő] (1926)
- Szerencsekisasszony (1928)
- A túlvilági tekintet (1936)
- Halál a játékteremben (1936)
- A piros hetes (1936)
- Száműzött szív [új versek] (1938)
- Espressó (vígjáték, bemutatta a Belvárosi Színház, 1939-ben)
- A csodalámpa (1941)
- Az első veressapkás (1943)

## Emlékezete
- Alakja felbukkan Kondor Vilmos magyar író Budapest noir című bűnügyi regényében.